# Victor Gsovsky
Victor Gsovsky (russisch Виктор Иванович Гзовский, Wiktor Iwanowitsch Gsowski); (* 12. Januar 1902 in Sankt Petersburg, Russisches Kaiserreich; † 14. März 1974 in Hamburg) war ein russischer Balletttänzer, Choreograf, Ballettmeister und Tanzpädagoge.

## Leben
Gsovsky studierte bei Jewgenija (Eugenia) Sokolowa und debütierte im Alter von 18 Jahren. 1924 heiratete er die Tänzerin Tatjana Issatschenko. Im selben Jahr oder ein Jahr darauf emigrierte er nach Deutschland und ging mit seiner Frau nach Berlin, wo er von 1925 bis 1928 nach Berufung durch Max Terpis Ballettmeister an der Staatsoper war. Außerdem stand er als Tänzer auf der Bühne und choreografierte Opern-Ballette. 1928 eröffneten Gsovsky und seine Frau eine Ballettschule in Berlin.
Von 1930 bis 1933 war er für die UFA als Choreograf von Filmen tätig. 1937 ging er nach London zum Markova-Dolin Ballet. Ab 1938 unterrichtete er in Paris; zu seinen Schülern dieser Zeit gehörten Colette Marchand, Irène Skorik und Violette Verdy. 1945 inszenierte er an der Pariser Oper den 2. Akt von Schwanensee. Von 1946 bis 1947 leitete er die Ballets des Champs Elysées, für die er unter anderem La Sylphide inszenierte. Nach einem kurzen Abstecher 1947 zum Londoner Metropolitan Ballet, wo er Tänze aus Galanta und Pygmalion choreografierte, wurde er 1948 Ballettmeister bei den Ballets des Champs Elysées.
1950 ging er als Ballett-Chef zur Bayerischen Staatsoper. Dort blieb er bis zu seiner Rückkehr 1952 nach Paris. Für die Sommerakademie des Tanzes kehrte er zwischen 1957 und 1961 jeweils nach Deutschland zurück, zunächst nach Krefeld, später nach Köln.
Seine nächste Station als Ballettmeister hatte er von 1964 bis 1967 an der Deutschen Oper am Rhein. Er beschloss sein Berufsleben von 1967 bis 1973 als Ballettmeister an der Hamburgischen Staatsoper.